# Tom Kristensen (écrivain)
Pour les articles homonymes, voir Kristensen.
Œuvres principales
Dødsriket
Tom Kristensen, né le 29 mai 1955 à Tjøme, en Norvège, est un écrivain norvégien, auteur de roman policier.

## Biographie
Après l'obtention d'une maîtrise universitaire d'ingénieur, il travaille dans l'industrie, puis s'oriente vers les secteurs banquier et financier.
En 2001, quand il publie En kule, le premier de ses nombreux thrillers se déroulant dans l'univers de la finance, il est conseiller financier de la firme Export Finance Services.
En 2006, il fait paraître Dødsriket avec lequel il remporte le prix Riverton 2006.

## Œuvre

### Romans
- En kule (2001)
- Hvitvasking (2002)
- Freshwater (2003)
- Profitøren (2005)
- Dødsriket (2006)
- Dragen (2008)
- Dypet (2010)
- Korsbæreren (2012)
- Dødspakten (2014)

## Prix et distinctions

### Prix
- Prix Riverton 2006 pour Dødsriket[1]
- Vestfolds Litteraturpris (no) 2010[2]